# Сереженко Михайло Гнатович
Сереженко Михайло Гнатович (1 жовтня 1917 — 30 вересня 1989) — радянський історик, краєзнавець, ветеран педагогічної праці, учасник Другої світової війни.

## Життєпис
Народився М.Сереженко у м. Кролевець Сумської області у сім'ї службовця.

### Навчання
У 1936 р. закінчив Кролевецьку середню школу.
Усвідомлюючи великі зміни у житті людей рідного краю, вирішив присвятній себе вивченню історії.
Трудову діяльність розпочав восени 1936 р. вчителем Реутинської школи на Кролевеччині.
3 1938 по 1941 роки — студент Московського педінституту.
Будучи студентом історичного факультету, очолював президію науково-студентського гуртка кафедри історії СРСР, працював заступником редактора інститутської стінної газети «Призыв», очолював профком МОПІ.
Під час навчання М. Г. Сереженко активно працював в науково-студентському гуртку, брав участь як молодший науковий співробітник в археологічній експедиції АН СРСР під керівництвом професора, а згодом академіка Б. О. Рибакова. Уявлялася юнакові перспектива науково-дослідницької роботи, але звістка про віроломний напад фашистів внесла свої корективи у мрії майбутнього історика.

### Участь у Другій світовій війні
З жовтня по січень 1942 року був на обороні Москви. Коли ворог був розгромлений під Москвою, дивізія була перейменована в 130 СД і направлена на Північно-Західний фронт. Там, в районі Молвотиці дивізія 21 лютого 1942 року вступила в жорстокі бої з німцями.
21 лютого 1942 року Сереженко в бою за с. Павлово був поранений. Направлений на лікування в м. Москву, а звідти в м. Павлово Горьківської області. Після лікування був направлений в серпні 1942 року в м. Муром у військове училище зв'язку. Навчався в ньому по травень 1943 року. У зв'язку з формуванням військово-десантних сил більшість курсантів училища, яким залишалося лише скласти державні екзамени, були терміново направлені у військово-десантні бригади. Сереженко був прийнятий кандидатом в члени КПРС в Муромському училищі, а кандидатську картку одержав в 18 гвардійській військово-десантній бригаді, куди був направлений з училища.
У серпні був відрахований із ВДВ за станом здоров'я і направлений в 52 гвардійську гірсько-стрілецьку Червонопрапорну ім. Ворошилова дивізію. По волі випадку попав до тієї ж дивізії, в якій починав воювати (3 Московська комуністична, потім 130 СД була перейменована в 53 гвардійську). Дивізія наступала по півдню Сумської і півночі Харківської областей. 3 вересня 1943 в бою під с. Любовка Краснокутського району Харківської області був тяжко поранений. На лікування попав в місто Іваново.
Був кулеметником, начальником радіостанції. Довелось воювати на Північно — Західному фронті під Ленінградом, на Курській дузі, на Харківщині у складі 1-го Українського фронту. Двічі був поранений (рани давали про себе знати все життя).
У середині березня 1944 року пройшов медичну комісію, був визнаний непридатним до військової служби і демобілізований по інвалідності.
За бойові заслуги нагороджений орденом Слави ІІІ ступеня, багатьма медалями.
У березні 1944 року М. Г. Сереженко як інвалід був демобілізований.

### Трудова діяльність
Підлікувавши рани, Михайло Гнатович Сереженко повертається до Кролевця.
Спочатку працює заступником директора по навчальній частині Кроловецької школи № 2, потім на цій же посаді — в Кролевецькому художньому текстильному технікумі.
З 1945 по 1946 роки — відповідальний секретар редакції районної газети «Колгоспне село». Далі присвячує себе педагогічній діяльності.
З 1950 по 1973 роки М. Г. Сереженко очолював педагогічний колектив Кроловецької середньої школи № 1.
У 1973 році вийшов на заслужений відпочинок.

### Краєзнавча діяльність
Понад чверть століття ветеран педагогічної праці був чільним краєзнавцем Кролевеччини, ініціатором створення музею і сам передав багато до нього експонатів.
Це була енергійна. справедлива людина. Він любив займатися історією, перекладом поезії з російської мови на українську, багато уваги приділяв охороні пам'яток історії та культури.
Михайло Гнатович був великим книголюбом, багато читав, розшукував документи, зустрічався з людьми, які цікавили його як історика, а потім записував їхні спогади.
Немало років віддано дослідженню історії рідною краю. Складено картотеку, де в хронологічному порядку занесені зібрані матеріали, починаючи від періоду заселення берегів Десни і Сейму на території Кролевеччини до наших днів.
Зібрані дані про економічний та політичний розвиток міста і сіл району. Все це зафіксовано у 15 рукописних томах.
Особливе місце займають публікації історика-краєзнавця на сторінках районної і обласних газет.
Починаючи з 1944 року, опубліковано близько 200 його статей, розповідей, нарисів.
Багато уваги М. Г. Сереженко приділяв вихованню молоді, прищеплюючи любов до рідного краю.
За активну участь у підготовці матеріалу до видання тому «Історія міст і сіл Української РСР. Сумська область», де М. Г. Сереженко є одним із авторів, нагороджений Почесною грамотою Сумського обкому Компартії України, виконкому обласної ради депутатів трудящих. А грамотою Міністерства освіти УРСР і ЦК ЛКСМУ — за успіхи в екскурсійно-туристичній та краєзнавчій роботі. Крім того, нагороджений ще 30 грамотами.
Ветерану педагогічної праці були притаманні висока дисципліна, уміння згуртовувати людей, скромність. Він обирався депутатом Кролевецької міської ради 8 скликань, був членом виконкому міськради.

## Основні праці

### Матеріали до бібліографії Михайла Сереженка
Укладачі: Б. І. Черняков, О. В. Степанова. Науковий редактор проф. Б. І. Черняков
1945
- Сереженко М. Відродження з руїн // Колгоспне село. — 1945. — № 62. — 2 верес. — С. 2. Про ткацьку артіль.
- Поладич І., Сереженко М. Як торгують в Кролевці // Колгоспне село. — 1945. — № 51. — 26 лип. — С. 2.

1946
- Сереженко М. Артіль «XX-річчя Жовтневої революції» // Колгоспне село. — 1946. — № 42. — 1 трав. — С. 2. Про кролевецьке ткацтво.
- Сереженко М. Пам'ятники найдавніших людських поселень на Сумщині // Більшовицька зброя. — Суми, 1946. — № 164. — 18 серп. — С. 4. Про городище поблизу с. Червоний Ранок і необхідність його збереження; про Зартий (Заритий) XII ст.
- Сереженко М. Трудящі шанують їх пам'ять // Колгоспне село. — 1946. — № 75/76. — 2 верес. — С. 2. Про підпільників ВВВ с. Червоний Ранок, Кролевецький партизанський загін 1941 р.

1947
- Сереженко М. Внесок кролевчан у справу завоювання Перемоги // Колгоспне село. — 1947. — № 37. — 9 трав. — С. 2.

1950
- Сереженко М. Виставка дипломних робіт // Колгоспне село. — 1950. — № 70. — 20 серп. — С. 1. Крол. промисловий технікум.
- Сереженко М. Розвивати шкільну художню самодіяльність // Колгоспне село. — Кролевець, 1950. — № 31. — 6 квіт. — С. 2.

1951
- Сереженко М. Зростає культура і народна освіта // Колгоспне село. — 1951. — № 37. — 13 трав. — С. 2.

1956
- Сереженко М. Зібрати матеріали по історії міста і району // КC. — 1956. — № 85. — 21 жовтня. — С. 2. Звернення голови рай. комісії по вивченню і складанню матеріалів по іст. м. Кролевця і р-ну.

1957
- Сереженко М. В боротьбі за перемогу Жовтня // Зоря комунізму. — 1957. — № 104. — 25 груд. — С. 2. Події 1917—1918 рр.
- Сереженко М. За владу Рад // Зоря комунізму. — 1957. — № 58. — 14 лип. — С. 2; № 60. — 21 лип. — С. 2; № 62. — 28 лип. — С. 2; № 64. — 4 серп. — С. 2: портр. Л. М. Болотіна; № 66. — 11 серп. — С. 2.
- Сереженко М. Здрастуй, Джанні Родарі // Ленінська правда. — Суми, 1957. — № 101. — 22 трав. — С. 3. — Рец. на кн.: Родарі Д. Малим і старим про Італію і Рим. — К.: Молодь, 1956.
- Сереженко М. Т. Г. Шевченко в Кролевці // Зоря комунізму. — 1957. — № 22. — 10 берез. — С. 2; № 23. — 14 берез. — С. 2.

1958
- Сереженко М. «Вогні юності» // Зоря комунізму. — 1958 — № 3 — 8 січ. — С. 3. (Нова повість П. Кочури про колгоспне село).
- Сереженко М. «Вогні юності» // Ленінська правда. — Суми, 1958. — № 115. — 15 черв. — С. 4. — (Книги наших земляків). Рец. на кн. П. Кочури.
- Сереженко М. В боях гартована // Зоря комунізму. — 1958. — № 22. — 21 лют. — С. 4; № 23. — 23 лют. — С. 3. Події 1917—1919 рр.
- Сереженко М. Кролевецька більшовицька організація в боротьбі за встановлення і зміцнення Радянської влади // Зоря комунізму. — 1958. — № 72. — 20 черв. — С. 2: іл.; № 74. — 25 черв. — С. 3: 2 іл.; № 76. — 29 черв. — С. 3; № 78. — 4 лип. — С. 2.
- Сереженко М. Не та тепер Кролевеччина // Ленінська правда. — Суми, 1958. — № 128. — 4 лип. — С. 2. Про досягнення значних успіхів у м. Кролевець.
- Сереженко М. Невідомий автограф Т. Г. Шевченка // Зоря комунізму. — 1958. — № 129. — 31 жовт. — С. 4: іл.
- Сереженко М. Панас Кочура // Світанок: Літ-худож. альманах / Сумське літ. об'єднання при обл. газ. «Ленінська правда». — Суми: Обл. вид-во, 1958. — С. 119—123: іл.
- Городиський М. Народні месники / Пер. з рос. М. Сереженко // Зоря комунізму. — 1958. — № 138. — 23 листоп. — С. 4. Уривок з роману.

1959
- Сереженко М. Великий Кобзар в нашому місті // Зоря комунізму. — 1959. — № 100. — 23 серп. — С. 3: іл.

1960
- Сереженко М. Життєва мужність // Ленінська правда. — Суми, 1960. — № 141. — 19 лип. — С. 3. Про П. Ф. Кочуру.
- Сереженко М. Зв'язки письменників з Сумщиною // Ленінська правда. — Суми, 1960. — № 71. — 10 квіт. — С. 4.
- Сереженко М. Народна артистка // Ленінська правда. — Суми, 1960. — № 152. — 3 серп. — С. 4. М. К. Заньковецька в Кролевці восени 1911 р.
- Сереженко М. Народна артистка: (До 100-річчя з дня народж. М. К. Заньковецької) // Зоря комунізму. — 1960. — № 90. — 30 лип. — С.4: портр.; № 91. — 2 серп. — С. 4.
- Сереженко М. Панас Федорович Кочура // Зоря комунізму. — 1960. — № 84. — 16 лип. — С.3: портр.

1961
- Сереженко М. Ближче до життя // Зоря комунізму. — 1961. — № 50. — 25 квіт. — С. 2. [Покращення роботи школи № 1 м. Кролевець]
- Сереженко М. Вчити, виховувати// Ленінська правда — Суми, 1961. — № 167. — 23 серп. — С. 3. (Про виховання і навчання в кролевецькій середній школі № 1).
- Сереженко М. Коментарі до фотографій: [Будинок Огієвських в Кролевці; Автограф на «Кобзарі» Т. Г. Шевченка, наданий Г. М. Огієвській] // До 100-річчя з дня смерті Тараса Григоровича Шевченка: (Літ.-краєзнавчі методичні матеріали). — Суми, 1961. — С.31: іл. на с. 32–33.
- Сереженко М. Т. Г. Шевченко у нашому краю: 1. Перше знайомство // Зоря комунізму. — 1961. — № 24. — 23 лют. — С. 4; 2. Друзі з Сумщини // № 25. — 25 лют. — С. 4; 3. Остання подорож // № 27. — 2 берез. — С. 2; 4. Історія одного автографа // № 29. — 7 берез. — С. 4; 5. Жалібний шлях // № 30. — 9 берез. — С. 2.

1963
- Сереженко М. Їх слава безсмертна // Маяк комунізму. — 1963. — № 25. — 9 трав. — С. 3: 8 портр. Про ГРС I. М. Кожедуба, I. А. Лесика, В. М. Майстренка, М. I. Горбача, Г. I. Меншуна, I. С. Демиденка, В. Т. Цимбала, Г. А. Виноградова.
- Сереженко М. Незабутня подія // Маяк комунізму. — 1963. — № 75. — 3 верес. — С. 2. Визволення міста у 1943; події 1941—1944.
- Сереженко М. Остання подорож на Україну // Народна трибуна. — Глухів, 1963. — № 40. — 9 берез. — С. 3. Т. Г. Шевченко в Кролевці.
- Сереженко М. Славні традиції // Маяк комунізму. — 1963. — № 22. — 1 трав. — С. 2.
- Сереженко М. Шевченко в Кролевці // Ленінська правда. — Суми, 1963. — № 33. — 16 лютого. — С. 4.
- Сереженко М., Стожок М. Став невпізнанним Кролевець // Маяк комунізму. — 1963. — № 78. — 10 верес. — С. 4; № 80. — 14 верес. — С. 4; № 82. — 19 верес. — С. 4.

1964
- Сереженко М. А слава тебе знайде… // Ленінська зміна. — Харків, 1964. — № 55. — 8 трав. — С. 2. [Про комсомолку Т. Ф. Піскун з м. Кролевець]
- Сереженко М. Великий Кобзар в нашому краї: 1. Перше знайомство // Маяк комунізму. — 1964. — № 10. — 23 січ. — С. 4; 2. Знову на Україні // № 11. — 25 січ. — С. 4; 3. Друзі із Сумщини // № 15. — 4 лют. — С. 4; 4. Остання подорож // № 19. — 13 лют. — С. 4; 5. Історія одного автографа // № 20. — 15 лют. — С. 4; 6. Жалібний шлях // № 21. — 18 лют. — С. 4.
- Сереженко М. Великий Кобзар в нашому краї: Перше знайомство // Народна трибуна. — Глухів, 1964. — № 7. — 16 січ. — С. 4; Знову на Україні // № 8. — 18 січ. — С. 4; Друзі із Сумщини // № 9. — 21 січ. — С. 4; Остання подорож // № 10. — 23 січ. — С. 4; Історія одного автографа // № 11. — 25 січ. — С. 4; Жалібний шлях // № 12. — 28 січ. — С. 4.
- Сереженко М. Історія автографа: Із записок краєзнавця // Ленінська зміна. — Х., 1964. — № 29. — 6 берез. — С. 2: іл. Про «Кобзар», подарований автором Г. М. Огієвській.
- Сереженко М. Ювілеєві назустріч // Маяк комунізму. — 1964. — № 9. — 21 січ. — С. 4. Річниця Т. Г. Шевченка.

1965
- Сереженко М. А судді хто? // Маяк комунізму. — 1965. — № 149. — 11 груд. — С. 2. Судоустрій 1864—1913.
- Сереженко М. Видатний український педагог // Маяк комунізму. — 1965. — № 25. — 23 лют. — С. 4. Т. Г. Лубенець (1855 — 14.04.1936).
- Сереженко М. Виховання учнів у дусі пролетарського інтернаціоналізму // Український історичний журнал. — К., 1965. — № 2. — С. 103—105.
- Сереженко М. Життя-подвиг // Маяк комунізму. — 1965. — № 87. — 17 лип. — С. 3: портр., 4 іл. Про П. Ф. Кочуру.
- Сереженко М. Партії рядовий // Маяк комунізму. — 1965. — № 135. — 7 листоп. — С. 2: портр. Про В. В. Роменця.

1967
- Сереженко М. Берегти скарби народу // Маяк комунізму. — 1967. — № 20. — 14 лют. — С. 4.
- Сереженко М. Видатний український педагог // Маяк комунізму. — 1967. — № 25. — 27 лют. — С. 4. [Про Т. Г. Лубенця]
- Сереженко М. Заступник голови ревкому [1918-1919] // Маяк комунізму. — 1967. — № 139. — 21 листоп. — С. 2. Про I. Н. Сергієнка (1898—1960).
- Сереженко М. І. С. Аксаков: Літ. календар Кролевеччини // Маяк комунізму. — 1967. — № 156. — 30 груд. — С.4.
- Сереженко М. Комуніст Є. К. Зибін // Маяк комунізму. — 1967. — № 135. — 11 листоп. — С. 2. Події 1917—1918.
- Сереженко М. Кролевеччина за 50 років. Промисловість // Маяк комунізму. — 1967. — № 47. — 18 квіт. — С. 2.
- Сереженко М. Устим Кармалюк в Кролевці // Маяк комунізму. — 1967. — № 31. — 11 берез. — С. 4.

1968
- Сереженко М. Григорій Калиновський // Маяк комунізму. — 1968. — № 3. — 6 січ. — С. 4. — (Літ. календар Кролевеччини).
- Сереженко М. Кролевецька більшовицька організація в боротьбі за встановлення Радянської влади // Маяк комунізму. — 1968. — № 76. — 27 черв. — С. 2; № 77. — 29 черв. — С. 3; № 79. — 4 лип. — С. 3; № 80. — 6 лип. — С. 2; № 82. — 11 лип. — С. 2.
- Сереженко М. П. С. Кузьменко [1831-1867] // Маяк комунізму. — 1968. — № 33. — 19 берез. — С.4. — (Літ. календар Кролевеччини).
- Сереженко М. Ф. К. Богушевич // Маяк комунізму. — 1968. — № 151. — 17 груд. — С. 4. — (Літ. календар Кролевеччини).
- Сереженко М. Г. Технічні засоби навчання в роботі пропагандиста // Маяк комунізму. — 1968. — № 41. — 6 квіт. — С. 2.

1969
- Сереженко М. Ще йшла війна: Слово про поліграфістів // Маяк комунізму. — 1969. — № 31. — 11 берез. — С. 4. Випуск газети «Колгоспне село».

1970
- До відома населення // Маяк комунізму. — 1970. — № 152. — 19 груд. — С. 4. — Без підп. Звернення Ради по створенню краєзнавчого музею із закликом збирати експонати. Голова ради М. Г. Сереженко.
- Сереженко М. На «вогненій землі» // Маяк комунізму. — 1970. — № 45. — 14 квіт. — С. 2; № 51. — 28 квіт. — С. 2; № 55. — 7 трав. — С. 2; № 61. — 21 трав. — С. 2; № 63. — 26 трав. — С.2; № 64. — 8 травня. — С. 2; № 65. — 30 трав. — С. 2; № 69. — 9 черв. — С. 2. Про ГРС В. Т. Цимбала.

1971
- Сереженко М. Літературний критик // Маяк комунізму. — 1971. — № 150. — 16 груд. — С. 2: портр. Про А. Ф. Гурштейна (20.09.1895, Кролевець — 1941, Підмосков'я).

1972
- Сереженко М. Виставка робіт художника-земляка // Маяк комунізму. — 1972. — № 87. — 20 лип. — С. 4. Перс. вист. В. М. Руденка в Москві, Львові, Києві.

1973
- Гавриленко М. М., Сереженко М. Г., Стожок М. П. Кролевець // Історія міст і сіл Української РСР: В 26 т. — Сумська область. — К.: Гол. ред. УРЕ, 1973. — С.323-335: карта, 3 іл.; вкл. іл. Див. також там же, с. 16, 17, 19, 32, 41, 43, 44, 46, 47, 51, 69, 77, 81, 101, 212.
- Кролевецький район / [М. М. Гавриленко, М. П. Стожок, М. Г. Сереженко; Ф. П. Карабут; Г. Г. Бірюков, В. О. Журід, М. Р. Кобилякова, І. П. Макаренко, Є. П. Чередник] // Історія міст і сіл Української РСР: В 26 т. — Сумська область. — К.: Гол. ред. УРЕ, 1973. — С.323-353: карта, 3 іл.; вкл. іл. Див. також там же, с.10, 57, 59, 64, 66, 84.
- Сереженко М. Визволення міста // Маяк комунізму. — 1973. — № 106. — 1 верес. — С. 2.
- Сереженко М. Довідник з історії Сумщини // Маяк комунізму. — 1973. — № 121. — 6 жовт. — С. 4. — Рец. на кн.: Історії міст і сіл Української РСР. Сумська область. — К., 1973.
- Сереженко М. Дружба, скріплена кров'ю // Маяк комунізму. — 1973. — № 37. — 27 берез. — С.2. Спогади уч-ка ВВВ.
- Сереженко М. Літописці епохи // Маяк комунізму. — 1973. — № 151. — 18 груд. — С. 2. Краєзнавчий зміст райгазети.

1974
- Сереженко М. За порадою до вождя // Маяк комунізму. — 1974. — № 48. — 20 квітня. — С. 2. Про В. Роменця.
- Сереженко М. Перший вогняний таран // Ленінська правда. — Суми, 1974. — № 232. — 26 листоп. — С. 4. Про льотчика Г. А. Храпая.
- Сереженко М. Портрет: Перше перебування Т. Г. Шевченка в м. Кролевці // Маяк комунізму. — 1974. — № 30. — 9 берез. — С. 4.
- Сереженко М. Посібник учителя В. І. Лукавецького // Маяк комунізму. — 1974. — № 103. — 27 серп. — С. 4. Про кн. учителя математика В. І. Лукавецького «Тестові завдання з математики для 4-5 класів».
- Сереженко М. Пошук триває // Маяк комунізму. — 1974. — № 124. — 15 жовт. — С. 2. Краєзнавча діяльність з іст. ВВВ учнів школи № 3 під керівництвом Ф. С. Яковенка.
- Сереженко М. Розвідник Чернов // Маяк комунізму. — 1974. — № 81. — 6 лип. — С.2. Загибель льотчика лейтенанта Чернова, збитого над містом в липні 1943.
- Сереженко М. Шлях у безсмертя // Маяк комунізму. — 1974. — № 140. — 23 листоп. — С.3: портр.; № 141. — 26 листоп. — С. 3. Про Г. А. Храпая (Обтове).
- Сереженко М., Дубинка М. Виставка робіт художника В. М. Руденка // Маяк комунізму. — 1974. — № 151. — 17 груд. — С. 4.

1975
- Сереженко М. В боях за Кролевець // Маяк комунізму. — 1975. — № 37. — 27 берез. — С. 2: портр. Про уч-ка ВВВ I. О. Галушка, що звільняв місто.
- Сереженко М. Відзначили 100-річчя школи // Маяк комунізму. — 1975. — № 135. — 11 листоп. — С. 4.
- Сереженко М. Герої живуть поміж нас // Маяк комунізму. — 1975. — № 53. — 29 квіт. — С.4. — Рец. на кн.: Войцехович В. О. Фронт на Поліссі. К., 1975. Містить опис дій кролевчан.
- Сереженко М. Герой «Вогненної землі» // Ленінська правда. — Суми, 1975. — № 16. — 22 січ. — С.3: портр. Про ГРС В. Т. Цимбала.
- Сереженко М. Декабристи і Сумщина // Маяк комунізму. — 1975. — № 154. — 25 груд. — С. 3–4.
- Сереженко М. Письменник незвичайної долі // Маяк комунізму. — 1975. — № 86. — 17 лип. — С. 2–4. Про Панаса Кочуру.
- Сереженко М. Як обирали 70 років тому // Маяк комунізму. — 1975. — № 69. — 7 черв. — С.2.

1976
- Деревяшкин Н. Ф., Сереженко М. И. Историческое прошлое города Кролевца (1501—1917 гг.) // Вестн. Харьковского политехнического ин-та. — 1976. — № 119. — С. 68–76. — Рос.
- Сереженко М. Берегти місцеві археологічні пам'ятки // Маяк комунізму. — 1976. — № 68. — 5 черв. — С. 4.
- Сереженко М. «Внимание, Ковпак!» // Маяк комунізму. — 1976. — № 21. — 17 лют. — С. 4. — Рец. на кн.: Брайко П., Калиненко О. Внимание, Ковпак! 2-е изд. Партизанський рух ВВВ.
- Сереженко М. Заснування Кролевця // Маяк комунізму. — 1976. — № 124. — 14 жовт. — С. 3.
- Сереженко М. Кролевеччина у визвольній війні українського народу 1648—1654 рр. // Маяк комунізму. — 1976. — № 145. — 4 груд. — С. 3.
- Сереженко М. Під гнітом магнатів і шляхти: З історії нашого краю // Маяк комунізму. — 1976. — № 127. — 21 жовт. — С. 3.

1977
- Сереженко М. Етнограф з Кролевця // Маяк комунізму. — 1977. — № 156. — 29 груд. — С. 4.  Г. Калиновський, автор кн.: Описание свадебных украинских простонародных обрядов СПб., 1777.
- Сереженко М. Кролевеччина напередодні революції // Маяк комунізму. — 1977. — № 150. — 15 груд. — С. 2; 2. Кролевець напередодні революції // № 152. — 20 груд. — С. 2; 3. Кролевеччина від лютого до жовтня // № 153. — 22 груд. — С. 2; Проголошення Радянської влади на Кролевеччині // № 154. — 25 грудня. — С. 3–4.
- Сереженко М. Тут містився повітком партії: З історії одного будинку // Маяк комунізму. — 1977. — № 134. — 7 листоп. — С. 4.

1978
- Сереженко М. В поетичній рубриці // Маяк комунізму. — 1978. — № 6. — 12 січ. — С. 4. (Про творчість поета В. Сухомлина).
- Сереженко М. Героям революції і громадянської війни // Маяк комунізму. — 1978. — № 2. — 3 січ. — С.2: іл. Пам'ятник героям революції і громадянської війни споруджений в м. Кролевець в 1957 р.
- Сереженко М. Його ім'я в пам'яті народній // Маяк комунізму. — 1978. — № 16. — 4 лют. — С. 2. Г. I. Петровський на 5-му повітовому з'їзді Рад 10.19.1920 р.
- Сереженко М. Карл Маркс про Кролевеччину // Маяк комунізму. — 1978. — № 54. — 4 трав. — С. 3: портр.
- Сереженко М. Першотравневі демонстрації в Кролевці // Маяк комунізму. — 1978. — № 53. — 1 трав. — С. 4. Події 1917—1919 рр.
- Сереженко М. Так народжувалась районна газета // Маяк комунізму. — 1978. — № 10. — 21 січ. — С. 3. До виходу 6000 номера газети.

1979
- Гавриленко Н. Н., Назаренко М. П., Сереженко М. И. Кролевец // В путешествие по Сумщине: Путеводитель. — Х.: Прапор, 1979. — С.76-93. — Рос. 2-е вид.: 1984.
- Сереженко М. Свідчення народної любові // Маяк комунізму. — 1979. — № 48. — 21 квіт. — С. 4. Сьомий повітовий з'їзд Рад.

1980
- Сереженко М. Вчені нашого міста // Маяк комунізму. — 1980. — № 122. — 9 жовт. — С. 4. Згадані уродженці Кролевця В. Д. Огієвський (1861—1921), Ф. З. Омельченко (1865—1924), Т. Г. Лубенець (1855—1936), А. П. Редькін (1875—1966), М. В. Рево (1899—1962), І. К. Федченко (н.1904), О. М. Марій (н.1907), О. М. Щербань; а також з Алтинівки Г. І. Молявко (н.1901), О. П. Карапата. Після ВВВ захищено близько 50 кандидатських дисертацій.
- Сереженко М. Г., Стожок М. П. Кролевець // История городов и сел Украинской ССР. — К.: Гол. ред. УРЕ, 1980.– С. 332—333.
- Сереженко М. Джерела подвигу // Маяк комунізму. — 1980. — № 86. — 17 лип. — С.3. Про П. Ф. Кочуру.
- Сереженко М. Заритий чи Зареття? // Маяк комунізму. — 1980. — № 52. — 29 квіт. — С. 4. Про назву літописного міста-попередника Кролевця.
- Сереженко М. Легенда і дійсність: Назва нашого міста // Маяк комунізму. — 1980. — № 69. — 7 черв. — С.3. Сучасну назву дістало між 1619 і 1638 рр.
- Сереженко М. Літописний Воргол: З далекого минулого нашого краю // Маяк комунізму. — 1980. — № [71. — 12 черв]. — С.3. Нумерація випуску газети помилкова: № 70 від 10 черв.
- Сереженко М. Рештки підземного ходу // Маяк комунізму. — 1980. — № 59. — 15 трав. — С.4.

1981
- Сереженко М. Випробування часом: Літопис Великої Вітчизняної // Маяк комунізму. — 1981. — № 140. — 21 листоп. — С. 2. Про лікаря В. Ф. Зелінського.
- Сереженко М. Кролевецький партизанський загін «Помста стахановців»: 1. Тривожної осені 1941 року // Маяк комунізму. — 1981. — № 108. — 8 верес. — С. 2; 2. В тилу у ворога // № 110. — 12 верес. — С. 2; 3. Підпільний райком партії дії // № 112. — 17 верес. — С. 2; 4. Тяжкі випробування і втрати // № 114. — 22 верес. — С. 2; 5. Четвертий батальйон // № 116. — 26 верес. — С. 2.
- Сереженко М. Т. Г. Шевченко в Кролевці // Ленінська правда. — Суми, 1981. — № 48. — 8 берез. — С. 4.
- Сереженко М. Шевченко в Кролевці // Маяк комунізму. — 1981. — № 29. — 10 берез. — С. 3.

1982
- Сереженко М. Гармата на п'єдесталі // Маяк комунізму. — 1982. — № 29. — 10 берез. — С.4: іл. Про генерал-майора О. Н. Панкова (1896—1943), похованого в місті.
- Сереженко М. З когорти безсмертних // Маяк комунізму. — 1982. — № 131. — 2 листоп. — С. 2. Про ГРС В. Т. Цимбала.

1983
- Сереженко М. Обеліск партизану // Маяк комунізму. — 1983. — № 50. — 26 квіт. — С. 2. Поховання П. Фандакова біля піонертабору «Ластівка».
- Сереженко М. Партизани і підпільники Кролевеччини // Маяк комунізму. — 1983. — № 105. — 1 верес. — С. 2. ВВВ.
- Сереженко М. Про відвагу, мужність, геройство // Маяк комунізму. — 1983. — № 29. — 10 берез. — С. 2: портр. З нагоди 70-річчя партизана ВВВ і мемуариста В. О. Войцеховича.

1984
- Сереженко М. Живопис Георгія Сергєєва // Маяк комунізму. — 1984. — № 5. — 10 січ. — С. 4.
- Сереженко М. У вінок світової слави Кобзаря: Сумщина шанує пам'ять Шевченка; Письменники і критики; Скульптори і художники; Народні умільці // Маяк комунізму. — 1984. — № 31. — 13 берез. — С. 3.
- Сереженко М. Шлях солдата // Маяк комунізму. — 1984. — № 120. — 6 жовт. — С. 2. Про В. Є. Самка.

1985
- Сереженко М. Виставка художника В. М. Руденка // Маяк комунізму. — 1985. — № 31. — 12 берез. — С. 4.
- Сереженко М. Вірність // Маяк комунізму. — 1985. — № 65. — 30 трав. — С. 2: портр. № 66. — 1 черв. Про С. I. Кочура (1904, Кролевець — 19.08.1944, Сандомир).
- Сереженко М. Джерела подвигу: Сьогодні минає 80 років з дня народж. письменника-земляка П. Ф. Кочури // Маяк комунізму. — 1985. — № 86. — 18 лип. — С. 4.
- Сереженко М. Книжкові знаки кролевчан // Маяк комунізму. — 1985. — № 54. — 4 трав. — С. 4. Про екслібриси художника Г. О. Сергеєва.
- Сереженко М. Подвиг в ім'я Перемоги // Маяк комунізму. — 1985. — № 56. — 9 трав. — С. 3. Місто і р-н у 1943—1944 рр.
- Сереженко М. Тут зупинявся Т. Г. Шевченко // Маяк комунізму. — 1985. — № 83. — 11 лип. — С. 4: іл. Садиба Рудзинських в м. Кролевець по вул.. Горького, 71; Про перебування Т. Г. Шевченка в Кролевці в 1845 р.

1986
- Сереженко М. Створюється галерея бойової слави // Маяк комунізму. — 1986. — № 47. — 17 квіт. — С. 4. У Кролевецькій середній школі № 1 створюється галерея бойової слави.
- Сереженко М. У творчому неспокої: До 70-річчя художника В. М. Руденка // Маяк комунізму. — 1986. — № 75. — 21 черв. — С. 3.

1987
- Сереженко М. Монумент партизанської слави // Маяк комунізму. — 1987. — № 59. — 16 трав. — С.4: іл. Встановлено біля с. Дубовичі.
- Сереженко М. Пушкінський сад // Маяк комунізму. — 1987. — № 18. — 12 лют. — С.4. Кролевець, 1899—1920.
- Сереженко М. Створити меморіальний музей Панаса Кочури // Маяк комунізму. — 1987. — № 153. — 22 груд. — С. 4.
- Сереженко М. Стела край дороги // Маяк комунізму. — 1987. — № 62. — 23 трав. — С.3: іл. Встановлена 10.05.1987 на місці бою партизан біля с. Реутинці.
- Сереженко М. Таємниця старовинного скарбу // Маяк комунізму. — 1987. — № 57. — 12 трав. — С. 4. Спаське (нині с. Ленінське), 1879.
- Сереженко М. Шанувати пам'ять Т. Г. Шевченка // Маяк комунізму. — 1987. — № 30. — 10 берез. — С. 4.

1988
- Сереженко М. Вони були першими // Маяк комунізму. — 1988. — № 126. — 22 жовт. — С. 2; № 127. — 25 жовт. — С. 2. Створення в 1919 р. КСРМУ в р-ні.
- Сереженко М. Композитор М. I. Глінка у нашому краю // Маяк комунізму. — 1988. — № 55. — 7 трав. — С. 3.
- Сереженко М. Кролевчани — вихованці великого педагога // Маяк комунізму. — 1988. — № 30. — 10 берез. — С. 3. Про вихованців А. С. Макаренка.
- Сереженко М. Ніколи не забудемо їх подвигу // Маяк комунізму. — 1988. — № 106. — 3 верес. — С. 1–2. Звільнення Кролевця, 1943 р.
- Сереженко М. Пам'яті Миколи Лукаша // Маяк комунізму. — 1988. — № 109. — 10 верес. — С.3.
- Сереженко М. Подвиг Миколи Лукаша // Маяк комунізму. — 1988. — № 49. — 23 квіт. — С. 3: портр. Присудження літ. премії iм. М. Рильського за 1988 р.
- Сереженко М. Подвиг перекладача // Ленінська правда. — Суми, 1988. — № 94. — 15 трав. — С. 4. Про М. О. Лукаша.
- Сереженко М. Фонвізін у нашому краю // Маяк комунізму. — 1988. — № 32. — 15 берез. — С. 4. Про російського драматурга і просвітителя Д. І. Фонвізіна.
- Сереженко М. Чи була судноплавною річка Свидня? // Маяк комунізму. — 1988. — № 154. — 24 груд. — С. 3.

1989
- Сереженко М. «Був наймолодший серед нас»: Уривки з спогадів // Маяк комунізму. — Кролевець, 1989. — № 151. — 19 груд. — С. 3: iл. На фото Р. М. Сереженка: М. О. Лукаш, П. Ф. Кочура, В. I. Сухомлин, М. Г. Сереженко.
- Сереженко М. Головний комісар Чорноморського флоту // Маяк комунізму. — 1989. — № 98. — 15 серп. — С. 2. Про В. В. Роменця.
- Сереженко М. Головний комісар: До 100-річчя з дня нар. В. В. Роменця // Маяк комунізму. — 1989. — № 34. — 18 берез. — С. 3.
- Сереженко М. Знати і шанувати людей // Маяк комунізму. — 1989. — № 18. — 9 лют. — С. 3.
- Сереженко М. Зростання // Маяк комунізму. — 1989. — № 94, — 5 серп. — С. 3. Про творчість художника Г. О. Сергєєва.
- Сереженко М. Літературна премія імені Миколи Лукаша // Маяк комунізму. — Кролевець, 1989. — № 92. — 1 серп. — С.2.
- Сереженко М. Премія імені Миколи Лукаша // Ленінська правда. — Суми, 1989. — 29 листоп.
- Сереженко М. Т. Г. Шевченко і Кролевець // Маяк комунізму. — 1989. — № 25. — 25 лют. — С. 3; № 26. — 28 лют. — С. 3; № 27. — 2 берез. — С. 4; № 30. — 8 берез. — С. 3: 3 іл.; № 31. — 11 берез. — С. 4.
- Сереженко М. Шевченків автограф // Маяк комунізму. — 1989. — № 48. — 18 квіт. — С. 2: іл. Про «Кобзар» Т. Г. Шевченка з дарчим написом Г. М. Огієвській.

2001
- Сереженко М. Життя династії Риндіних // Кролевецький вісник. — 2001. — № 86. — 27 жовт. — С. 3.
- Сереженко М. Жорстока розправа // Кролевецький вісник. — 2001. — № 55. — 11 лип. — С. 3. Розстріл євреїв міста 3.11.1941 у Гайовому проваллі.
- Сереженко М. З історії розвитку охорони здоров'я // Кролевецький вісник. — 2001. — № 59. — 25 лип. — С. 3.
- Сереженко М. Лікар В. Ф. Зелінський // Кролевецький вісник. — 2001. — № 48. — 16 черв. — С. 3.
- Сереженко М. Подарунок для цариці // Кролевецький вісник. — 2001. — № 21. — 14 берез. — С. 3. Святкування 300-річчя Дому Романових.
- Сереженко М. Подвиг в ім'я перемоги // Кролевецький вісник. — 2001. — № 49. — 20 черв. — С. 3. Відбудова народного господарства р-ну з вересня 1943.
- Сереженко М. Про Миколу Лукаша. 10/20.10.1979 р.: [Уривок] // Вітчизна. — 2001. — № 9/10. — С.143-144. — В статті: Черняков Б. «Возведення в звання поета».
- Сереженко М. Про Миколу Лукаша. 10/20.10.1979 р.: [Уривок] // Образ. — К., 2001. — Вип. 2. — С.40-41. — В статті: Черняков Б. І. Корифеї українського перекладацтва про Миколу Лукаша.
- Сереженко М. Скарбниця історії краю // Кролевецький вісник. — 2001. — № 40. — 19 трав. — С. 3. Спогади про заснування музею.
- Сереженко М. Цариця Єлизавета в Кролевці: З іст. рідного краю // Кролевецький вісник. — 2001. — № 31. — 18 квіт. — С. 3.

2002
- Сереженко М. Багата талантами Кролевеччина // Кролевецький вісник. — 2002. — № 82. — 12 жовт. — С. 3. — (Літ. сторінка). Про творчість М. Лукаша, групу ЛІАСМО. Згадані: Г. Квітка-Основ'яненко, І. Аксаков, Т. Г. Шевченко, Р. Радонезька (псевд. Раїса Сосна), М. Зеров, М. Арденс, А. Гурштейн, І. Іванченко, Я. Бєлінський, Ф. Моргун, П. Рудь, І. Ревуцький, П. Кочура, М. Ігнатенко, М. Лукаш, М. Городиський, В. Сухомлин, М. Коцюба, О. Пружанський, І. Корнющенко, А. Михалевич, Г. Єщенко, Ю. Коляда, Н. Хоменко.
- Сереженко М. Будинок по вулиці Горького // Кролевецький вісник. — 2002. — № 35. — 27 квіт. — С. 2: іл. Садиба В. I. Рудзинського.
- Сереженко М. Таємниця старовинного скарбу // Кролевецький вісник. — 2002. — № 58. — 20 лип. — С. 3. Знайдений у жовтні 1879 (Спаське).

2009
- Сереженко М. Кролевчани / Відділ культури і туризму Кролевецької районної державної адміністрації; Кролевецький районний краєзнавчий музей; науковий редактор Б. І. Черняков; упоряд. А. В. Карась, О. М. Сереженко. — Кролевець, 2009. — 148 с.

2010
- Сереженко М. Война. Записки солдата. / Отдел культуры Кролевецкой районной государственной администрации Сумской области, Украина; Кролевецкий районный краеведческий музей; Составители: А. В. Карась, Е. М. Сереженко. — Кролевец, 2010. — 76 с.

##### Публікації про М.Г.Сереженка
- Данько М. М. Пісні на нашому рушникові: Літ. нотатки з Кролевця // Ленінська правда. — Суми, 1969. — № 83. — 27 квіт. — С. 3.
- Життя прожите для людей // Маяк комунізму. — Кролевець, 1987. — № 118. — 1 жовт. — С. 3: портр. — Без підп.
- Карась Анатолій, Сереженко Олена. Педагог, історик, краєзнавець // Кролевецький вісник. — Кролевець, 2007. — № 78. — 29 вересня. — С. 3.
- Карась А. Що ми знаємо про наш музей? // Кролевецький вісник. — Кролевець, 2000. — № 73. — 13 вересня. — С.4.
- Москальов I. В Шевченківському залі музею // Народна трибуна. — Глухів, 1964. — № 17. — 8 лют. — С. 4. Конотопський краєзнавчий музей уклав рукописну зб. «На шляхах Тараса», куди включено статтю М. Г. Сереженка (Кролевець).
- Палига М. Слово ленінської правди — в маси // Маяк комунізму. — Кролевець, 1972. — № 40. — 1 квіт. — С. 2.
- Сереженко Н. Микола Халецький — друг Миколи Зерова / За матеріалами архіву М. Г. Сереженка // Кролевецький вісник. — 1999. — № 45. — 2 черв. — С. 2.
- Справа всього життя / [C. Тягнирядно] // Кролевецький вісник. — 2001. — № 21. — 14 берез. — С. 3: портр.
- Ступак Ю. П. Літературно-наукове життя Сумщини // Радянське літературознавство. — К., 1959. — № 5. — С. 147—148. Про діяльність краєзнавця М. Г. Сереженка.
- Сереженко Михайло Гнатович // Маяк комунізму. — Кролевець, 1989. — № 120. — 5 жовт. — С.4: портр. Некролог. (2.10.1917, Кролевець — 1.10.1989, Кролевець).
- Сереженко Михайло Гнатович // Книга бойової слави Кролевеччини. — Суми, 2002. — С. 22.
- Черняков Б. Миттєвість великої дружби // Кролевецький вісник. — 2003. — № 67. — 23 серп. — С. 5: портр. — (Пам'яті Миколи Лукаша).
- [М. О. Лукаш, П. Ф. Кочура, В. I. Сухомлин, М. Г. Сереженко на фото 1970-х рр.] // Кролевецький вісник. — 1998. — № 71/72. — 29 серп. — C. 4: іл.
- Тягнирядно Світлана, Булах Наталія, Борщ Ала. Любов учителя ніколи не вмирає, вона у серці учня пломенить // Кролевецький вісник. — Кролевець, 2007. — № 85 (9817) — 24 жовтня. — С. 4. Про вшанування пам'яті М. Г. Сереженка у Кролевецькій школі № 1.